# جووانی سارتوری
جووانی سارتوری (ایتالیایی: Giovanni Sartori تلفظ ایتالیایی: [dʒoˈvanni sarˈtori]; زاده ۱۳ مه ۱۹۲۴ - درگذشته ۴ آوریل ۲۰۱۷) فیلسوف علوم سیاسی، کارشناس تئوری‌های دولت، به ویژه تئوری‌های دموکراسی است. سارتوری اهل ایتالیا می‌باشد. جووانی سارتوری در ۴ آوریل ۲۰۱۷ در ۹۲ سالگی درگذشت.
جووانی سارتوری در سال ۱۹۲۴ در ایتالیا در شهر فلورنس به دنیا آمد و پروفسور علوم سیاسی و جامعه‌شناسی در دانشگاه‌های فلورنس و استنفورد بود.
تئوری دموکراسیِ سارتوری شباهت‌هایی با تئوری یوزف شومپیتر دارد.